# Megaselia globulosa
Megaselia globulosa är en tvåvingeart som beskrevs av Rudolf Beyer 1965. Megaselia globulosa ingår i släktet Megaselia och familjen puckelflugor. Inga underarter finns listade i Catalogue of Life.